# Улица Партизана Германа
Улица Партизана Германа — улица в Красносельском районе Санкт-Петербурга, проходит от Петергофского шоссе до проспекта Народного Ополчения, являясь южным продолжением улицы Доблести.
Улица получила свое название в январе 1964 года в честь командира 3-й Ленинградской партизанской бригады Александра Викторовича Германа.

## Исторические объекты

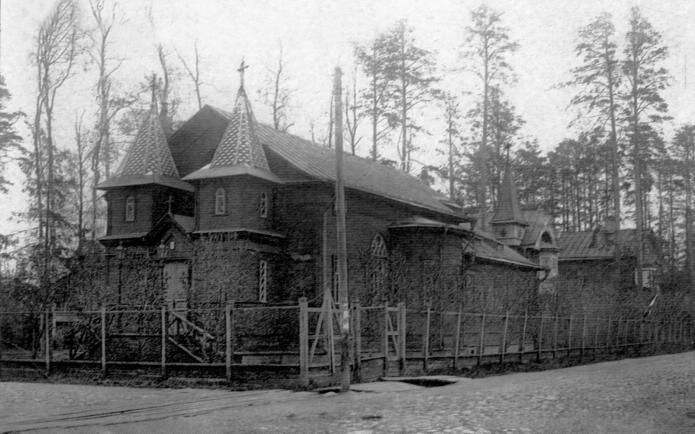
Католический храм в Лигове

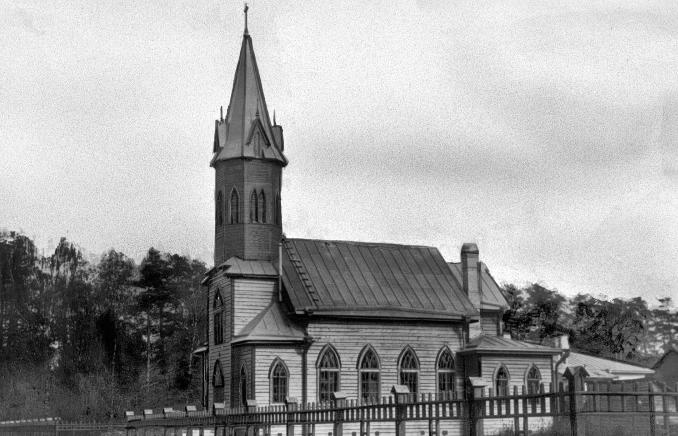
Лютеранская церковь св. Николая в Лигове

1. Пруд усадьбы Куракина (Посольской дачи). Севернее АЗС Несте.
2. Господский дом усадьбы Куракина. На перекрёстке с улицей Чекистов (юго-восточный угол).
3. Урицкая баня. На площади проезда южнее Медицинского колледжа № 2 и соседнего дома.
4. Урицкая школа (предвоенная). На месте дома 23 (в центре) и двора.
5. Церковь Преображения Господня в Лигове (деревянная). На проезжей части севернее перекрёстка с проспектом Ветеранов.
6. Католический костёл. На газоне у южной части дома 33-1.
7. Лютеранская церковь Святого Николая. На месте дома 20 корп. 3
8. Лиговский рынок и Дом Совета. На месте дома 26-1 и 28, севернее «сталинок».

## Объекты

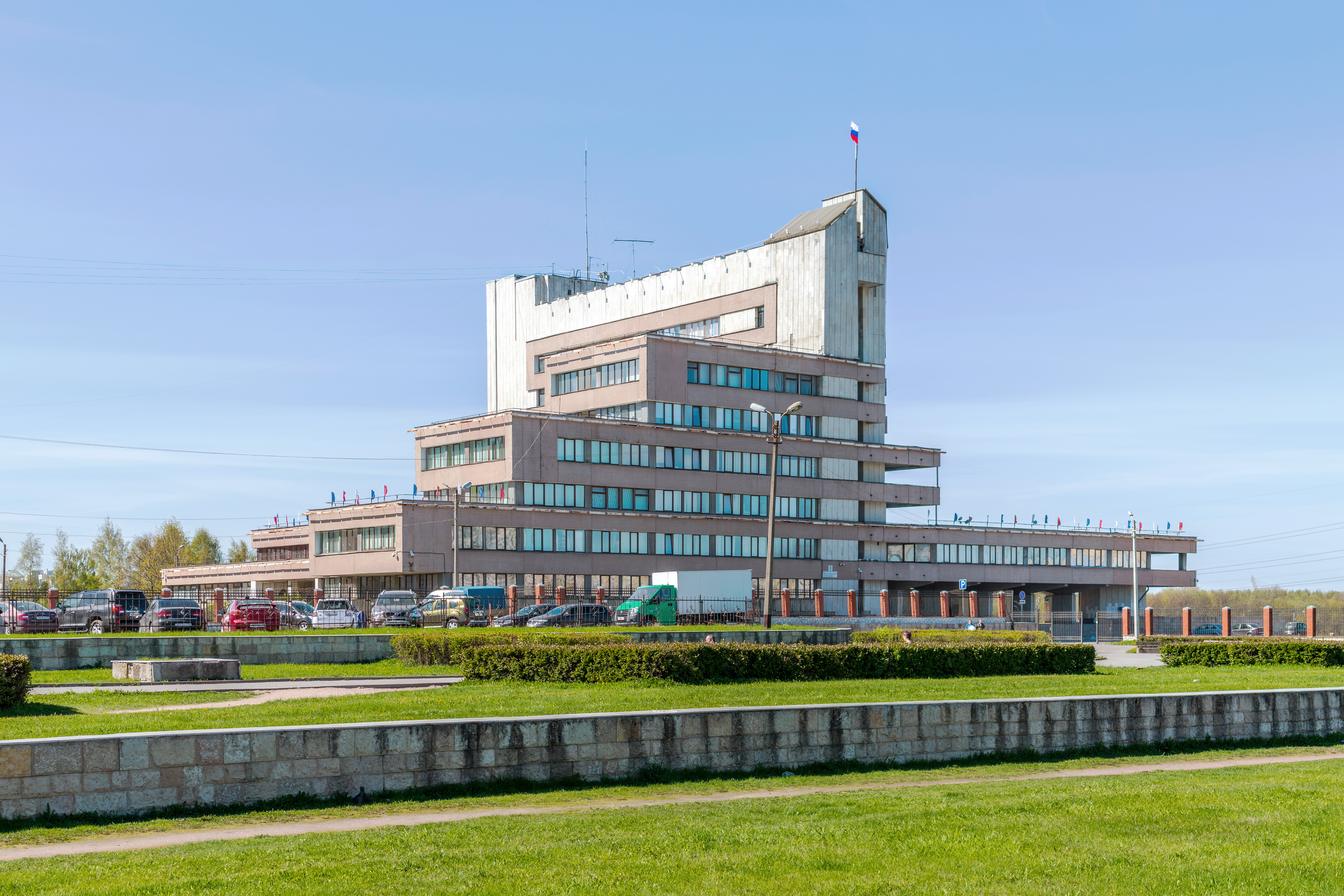
Здание администрации Красносельского района

1. в доме 3 находится Администрация Красносельского района
2. на углу с улицей Чекистов располагается Городской медицинский колледж № 2
3. Отдел № 8 Управления Федерального казначейства по г. Санкт-Петербургу. 198205, Санкт-Петербург, ул. Партизана Германа, дом 8, корп. 4, лит. А [1]
4. в доме 29 находится 35 пожарная часть ГУ «24 отряд ФПС» Красносельского района
5. на углу с проспектом Ветеранов находится стела «Герой Советского Союза Герман Александр Викторович»
6. в доме 37 располагается Межрайонная инспекция ФНС России № 22
7. на углу с проспектом Народного Ополчения находится гипермаркет «Карусель»

## Транспорт

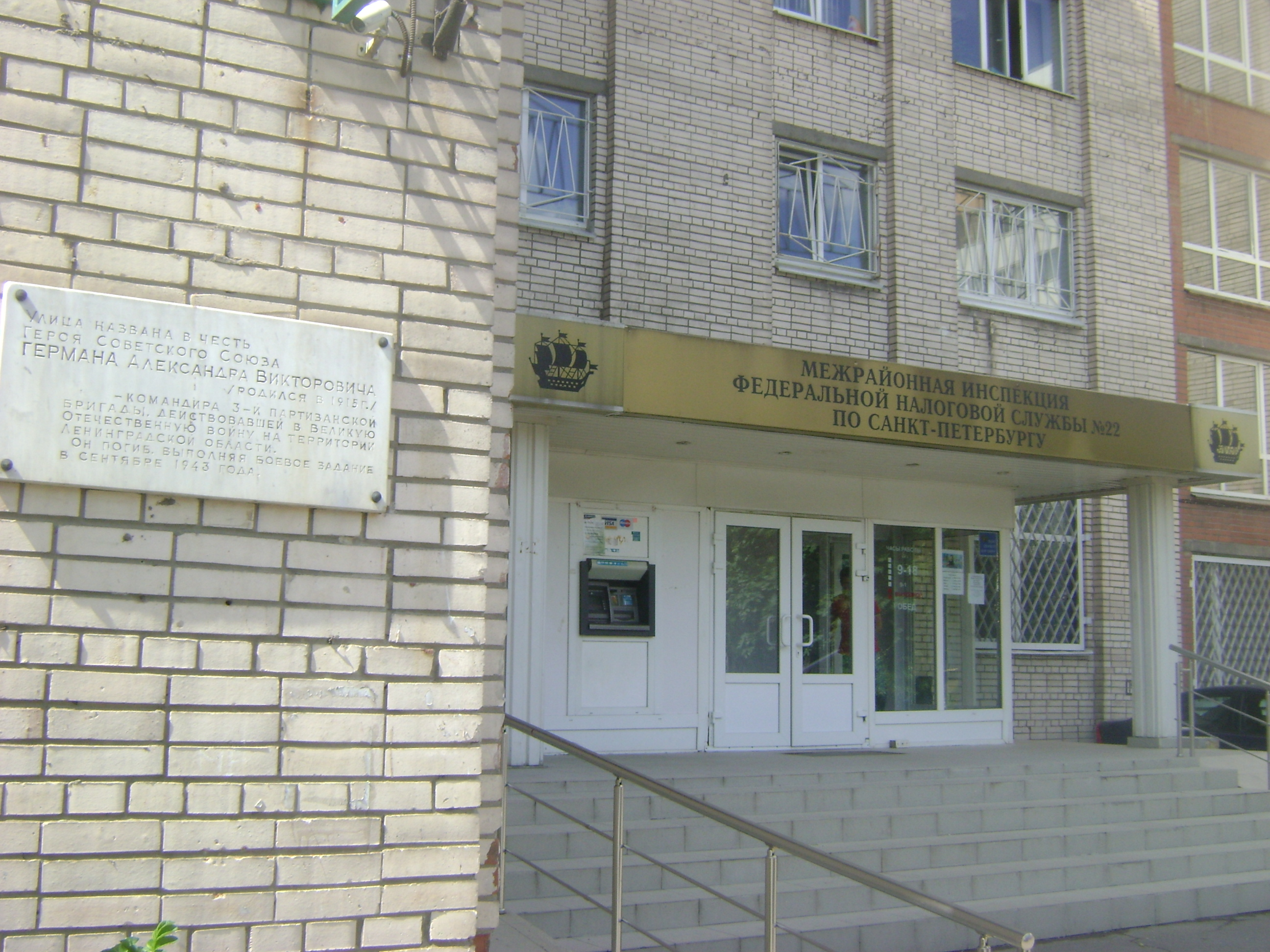
Мемориальная доска на доме № 37

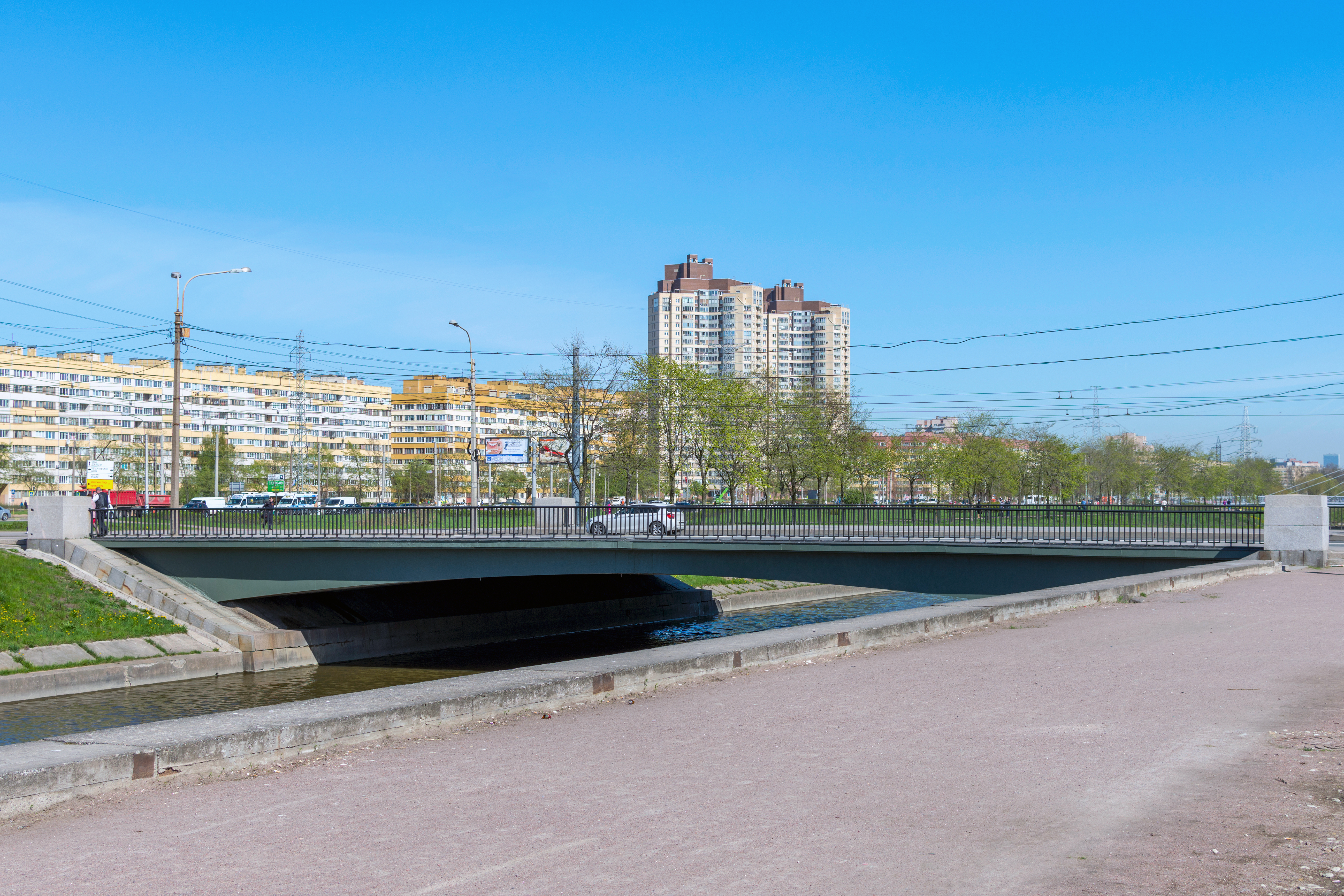
Мост Партизана Германа

- ближайшая станция метро — «Проспект Ветеранов»
- непосредственно по улице проезжают:

1. Автобусы № 2, 2А, 87, 103, 111, 165, 229, 260, 265
2. Троллейбус № 48
3. Маршрутное такси № 486В

- пересекают улицу:
- По проспекту Ветеранов:

1. Троллейбусы № 37, 46
2. Автобусы № 68, 68А, 130, 242, 284, 297, 329
3. Маршрутные такси №  635, 639Б
4. Трамвай № 52

- По проспекту Народного Ополчения:

1. Автобусы № 87, 130, 163, 165, 265, 297, 333

- По Петергофскому шоссе:

1. Автобусы № 103, 162, 200, 201, 204Э, 210, 401, 486
2. Маршрутные такси № 401А, 486В, 650А
3. Трамваи № 36, 60

## Пересекает следующие улицы и проспекты
1. улица Генерала Папченко
2. улица Чекистов
3. Андреевский переулок
4. улица Отважных
5. проспект Ветеранов
6. проспект Народного Ополчения